# MTV Europe Music Awards 2021
La 28ª edizione degli MTV Europe Music Awards si è tenuta il 14 novembre 2021 presso la László Papp Budapest Sports Arena, in Ungheria. A condurre la serata è stata la rapper statunitense Saweetie.
La lista delle candidature è stata rivelata il 20 ottobre 2021: Justin Bieber si è conteso il maggior numero di nomination della serata, con otto candidature. A ricevere il maggior numero di premi nella serata sono stati i BTS, che ne hanno ottenuti quattro.

## Esibizioni
| Artisti               | Canzoni                         | Note        |
| --------------------- | ------------------------------- | ----------- |
| Ed Sheeran            | Overpass Graffiti e Shivers     | [ 2 ] [ 4 ] |
| Saweetie              | Tap In, Best Friend e Out Out   | [ 2 ] [ 4 ] |
| Imagine Dragons e JID | Enemy                           | [ 2 ] [ 4 ] |
| Griff                 | One Night                       | [ 2 ] [ 4 ] |
| Girl in Red           | Serotonin                       | [ 2 ] [ 4 ] |
| OneRepublic           | Run                             | [ 2 ] [ 4 ] |
| Maluma e Rayvanny     | Mama tetema                     | [ 2 ] [ 4 ] |
| Måneskin              | Mammamia                        | [ 2 ] [ 4 ] |
| Kim Petras            | Coconuts e Hit It from the Back | [ 2 ] [ 4 ] |
| Yungblud              | Fleabag                         | [ 2 ] [ 4 ] |

## Nomination

### Best Song
- Ed Sheeran – Bad Habits
- Doja Cat (feat. SZA) – Kiss Me More
- Justin Bieber (feat. Daniel Caesar & Giveon) – Peaches
- Lil Nas X – Montero (Call Me by Your Name)
- Olivia Rodrigo – Drivers License
- The Kid Laroi e Justin Bieber – Stay

### Best Video
- Lil Nas X – Montero (Call Me by Your Name)
- Doja Cat (feat. SZA) – Kiss Me More
- Ed Sheeran – Bad Habits
- Justin Bieber (feat. Daniel Caesar & Giveon) – Peaches
- Normani (feat. Cardi B) – Wild Side
- Taylor Swift – Willow

### Best Artist
- Ed Sheeran
- Doja Cat
- Justin Bieber
- Lady Gaga
- Lil Nas X
- The Weeknd

### Best Group
- BTS
- Imagine Dragons
- Jonas Brothers
- Little Mix
- Måneskin
- Silk Sonic

### Best New
- Saweetie
- Giveon
- Griff
- Olivia Rodrigo
- Rauw Alejandro
- The Kid Laroi

### Best Collaboration
- Doja Cat (feat. SZA) – Kiss Me More
- Black Eyed Peas e Shakira – Girl like Me
- Silk Sonic – Leave the Door Open
- Lil Nas X e Jack Harlow – Industry Baby
- The Kid Laroi e Justin Bieber – Stay
- The Weeknd e Ariana Grande – Save Your Tears (Remix)

### Best Pop
- BTS
- Doja Cat
- Dua Lipa
- Ed Sheeran
- Justin Bieber
- Olivia Rodrigo

### Best Hip-Hop
- Nicki Minaj
- Cardi B
- DJ Khaled
- Drake
- Kanye West
- Megan Thee Stallion

### Best Rock
- Måneskin
- Coldplay
- Foo Fighters
- Imagine Dragons
- Kings of Leon
- The Killers

### Best Latin
- Maluma
- Bad Bunny
- J Balvin
- Rauw Alejandro
- Rosalía
- Shakira

### Best Alternative
- Yungblud
- Halsey
- Lorde
- Machine Gun Kelly
- Twenty One Pilots
- Willow

### Best Electronic
- David Guetta
- Calvin Harris
- Joel Corry
- Marshmello
- Skrillex
- Swedish House Mafia

### Best K-pop
- BTS
- Lisa
- Monsta X
- NCT 127
- Rosé
- Twice

### Video for Good
- Billie Eilish – Your Power
- Demi Lovato – Dancing with the Devil
- Girl in Red – Serotonin
- H.E.R. – Fight for You
- Harry Styles – Treat People with Kindness
- Lil Nas X – Montero (Call Me by Your Name)

### Best Push
- Olivia Rodrigo
- 24kGoldn
- Fousheé
- Girl in Red
- Griff
- JC Stewart
- Jxdn
- Latto
- Madison Beer
- Remi Wolf
- Saint Jhn
- The Kid Laroi

### Biggest Fans
- BTS
- Ariana Grande
- Blackpink
- Justin Bieber
- Lady Gaga
- Taylor Swift

## Nomination regionali

### Europa

#### Best UK & Ireland Act
- Little Mix
- Dave
- Dua Lipa
- Ed Sheeran
- KSI

#### Best Nordic Act
- Tessa (Danimarca)
- Drew Sycamore (Danimarca)
- Sigrid (Norvegia)
- Swedish House Mafia (Svezia)
- Zara Larsson (Svezia)

#### Best German Act
- Badmómzjay
- Álvaro Soler
- Provinz
- Tokio Hotel
- Zoe Wees

#### Best Swiss Act
- Gjon's Tears
- Arma Jackson
- Loredana
- Monet192
- Stefanie Heinzmann

#### Best French Act
- Amel Bent
- Dadju
- Jéremy Frerot
- Tayc
- Vianney

#### Best Italian Act
- AKA 7even
- Caparezza
- Madame
- Måneskin
- Rkomi

#### Best Spanish Act
- Aitana
- Ana Mena
- C. Tangana
- Colectivo Da Silva
- Pablo Alborán

#### Best Portuguese Act
- Diogo Piçarra
- Bárbara Tinoco
- Nenny
- Plutónio
- Wet Bed Gang

#### Best Polish Act
- Daria Zawiałow
- Brodka
- Krzysztof Zalewski
- Margaret
- Sanah

#### Best MTV Russia Act
- Maks Bars'kych
- Imanbek
- Mari Krajmbreri
- Musja Totibadze
- Slava Marlow

#### Best Hungarian Act
- Azahriah
- Follow the Flow
- Halott Pénz
- Margaret Island
- Wellhello

#### Best Israeli Act
- Noa Kirel
- Eden Ben Zaken
- Eden Derso
- Jasmin Moallem
- Noga Erez

### Africa

#### Best African Act
- Wizkid
- Amaarae
- Diamond Platnumz
- Focalistic
- Tems

### Asia

#### Best Indian Act
- Divine
- Ananya Birla
- Kaam Bhaari x Spitfire x Rākhis
- Raja Kumari
- Zephyrtone

#### Best Japanese Act
- Sakurazaka46
- Awesome City Club
- Eve
- Stuts
- Vaundy

#### Best Southeast Asian Act
- JJ Lin (Singapore)
- Ink Waruntorn (Thailandia)
- K-ICM (Vietnam)
- Lyodra (Indonesia)
- Naim Daniel (Malaysia)
- SB19 (Filippine)

#### Best Korean Act
- Aespa
- Cravity
- STAYC
- Weeekly
- WEi

### Australia e Nuova Zelanda

#### Best Australian Act
- Ruel
- Amy Shark
- Masked Wolf
- The Kid Laroi
- Tones and I

#### Best New Zealand Act
- Teeks
- Broods
- Jolyon Petch
- Lorde
- Six60

### America

#### Best Brazilian Act
- Manu Gavassi
- Anitta
- Ludmilla
- Luísa Sonza
- Pabllo Vittar

#### Best Latin America North Act
- Alemán
- Danna Paola
- Gera MX
- Humbe
- Sofía Reyes

#### Best Latin America Central Act
- Sebastián Yatra
- Camilo
- J Balvin
- Karol G
- Maluma

#### Best Latin America South Act
- Tini
- Duki
- María Becerra
- Nicki Nicole
- Trueno

#### Best Caribbean Act
- Bad Bunny
- Farruko
- Guaynaa
- Natti Natasha
- Rauw Alejandro

#### Best Canadian Act
- Johnny Orlando
- Justin Bieber
- Shawn Mendes
- Tate McRae
- The Weeknd

#### Best US Act
- Taylor Swift
- Ariana Grande
- Doja Cat
- Lil Nas X
- Olivia Rodrigo